# Carnotův cyklus

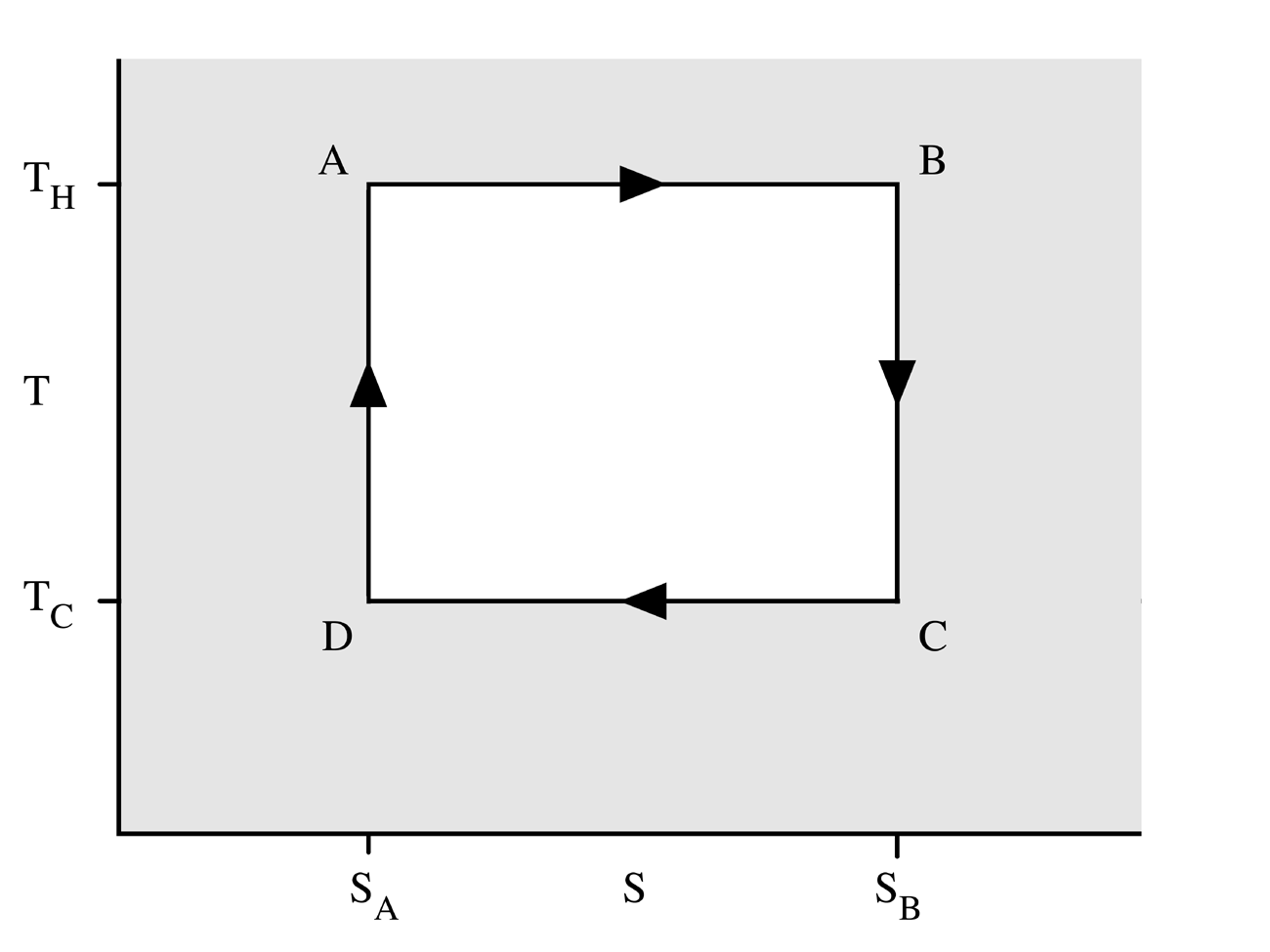
Carnotův cyklus v tepelném diagramu (teplota–entropie)

Carnotův cyklus označuje vratný kruhový termodynamický děj ideálního tepelného stroje, který se skládá ze dvou izotermických a dvou adiabatických dějů. Teoreticky jej poprvé popsal francouzský fyzik Nicolas Léonard Sadi Carnot, po němž je pojmenován.

## Fáze
Carnotovův cyklus se skládá ze čtyř fází. Dále budeme jako pracovní médium uvažovat ideální plyn, jehož vnitřní energie závisí pouze na teplotě. Carnotův cyklus je nicméně obecný a nevyžaduje konkrétní médium.
1. Izotermická expanze
Izotermická expanze z počátečního stavu plynu, který je dán tlakem {\displaystyle p_{1}}, objemem {\displaystyle V_{1}} a teplotou {\displaystyle T_{1}} se plyn izotermicky rozpíná. Při tomto rozpínání plyn vykoná na úkor dodaného tepla {\displaystyle Q_{1}} práci {\displaystyle W_{12}}. Teplo {\displaystyle Q_{1}} je dodáno z okolí (tzv. ohřívač). Vztah mezi prací a teplem lze zapsat ve tvaru {\displaystyle W_{12}=Q_{1}}.
Na konci této fáze cyklu je stav plynu popsán stavovými veličinami {\displaystyle p_{2}}, {\displaystyle V_{2}} a {\displaystyle T_{1}}, pro něž platí, že {\displaystyle p_{2}<p_{1}} a {\displaystyle V_{2}>V_{1}}.
2. Adiabatická expanze
Adiabatická expanze navazuje na izotermickou expanzi. Počáteční stav adiabatické expanze je dán stavovými veličinami {\displaystyle p_{2}}, {\displaystyle V_{2}} a {\displaystyle T_{1}}, které jsou konečným stavem izotermické expanze. Při adiabatickém rozpínání nedochází k výměně tepla s okolím. Práce {\displaystyle W_{23}}, kterou plyn vykoná v této fázi cyklu jde na úkor vnitřní energie, tzn. {\displaystyle W_{23}=U_{2}-U_{3}}. Snížením vnitřní energie dojde také k poklesu teploty plynu.
Na konci této fáze cyklu je stav plynu popsán stavovými veličinami {\displaystyle p_{3}}, {\displaystyle V_{3}} a {\displaystyle T_{3}}, pro něž platí, že {\displaystyle p_{3}<p_{2}}, {\displaystyle V_{3}>V_{2}} a {\displaystyle T_{3}<T_{1}}.
3. Izotermická komprese
Izotermická komprese navazuje na adiabatickou expanzi. Počáteční stav izotermické komprese je dán stavovými veličinami {\displaystyle p_{3}}, {\displaystyle V_{3}} a {\displaystyle T_{3}}, které jsou konečným stavem adiabatické expanze. Při izotermickém stlačování vykonáváme na plynu práci, která se odevzdává okolí ve formě tepla. Dodaná práce {\displaystyle W_{34}} je rovna uvolněnému teplu, tzn. {\displaystyle W_{34}=-Q_{3}}.
Na konci této fáze cyklu je stav plynu popsán stavovými veličinami {\displaystyle p_{4}}, {\displaystyle V_{4}} a {\displaystyle T_{3}}, pro něž platí, že {\displaystyle p_{4}>p_{3}} a {\displaystyle V_{4}<V_{3}}.
4. Adiabatická komprese
Adiabatická komprese navazuje na izotermickou kompresi. Počáteční stav adiabatické komprese je dán stavovými veličinami {\displaystyle p_{4}}, {\displaystyle V_{4}} a {\displaystyle T_{3}}, které jsou konečným stavem izotermické komprese. Při adiabatické kompresi stlačujeme plyn, který je dokonale tepelně izolován. Nedochází tedy k výměně tepla s okolím. Práce {\displaystyle W_{41}}, kterou dodáme plynu, je spotřebována na zvýšení vnitřní energie plynu, tzn. {\displaystyle W_{41}=U_{4}-U_{1}}.
Protože se jedná o uzavřený cyklus, je na konci této fáze cyklu stav plynu určen stavovými veličinami {\displaystyle p_{1}}, {\displaystyle V_{1}} a {\displaystyle T_{1}}.

## Práce
Celková práce {\displaystyle W}, kterou soustava během cyklu vykonala, je {\displaystyle W=W_{12}+W_{23}+W_{34}+W_{41}=Q_{1}-Q_{3}}. Práce vykonaná soustavou při libovolném cyklu je dle prvního termodynamického zákona rovna rozdílu tepla přijatého a tepla odevzdaného. V případě ideálního plynu je práce vykonaná v adiabatickém ději úměrná rozdílu teplot a platí {\displaystyle W_{23}+W_{41}=0}.
Pokud cyklus probíhá v popsaném pořadí, pak koná soustava práci a představuje ideální tepelný motor, v němž je část tepla dodaného ohřívačem přeměněna na mechanickou práci a část se vždy odevzdá chladiči. Při opačném chodu Carnotova cyklu dostaneme ideální chladicí stroj, který teplo odnímá chladnější lázni a přenáší je na teplejší lázeň, k čemuž je nutné vykonat na soustavě práci.

## Účinnost Carnotova cyklu
Účinnost stroje je poměr výkonu a příkonu neboli poměr vykonané práce a energie dodané během jednoho cyklu. V případě Carnotova cyklu to znamená
{\displaystyle \eta ={\frac {W}{Q_{1}}}={\frac {Q_{1}-Q_{3}}{Q_{1}}},}
kde {\displaystyle W} je celková práce, kterou soustava během cyklu vykoná, {\displaystyle Q_{1}} je teplo dodané soustavě a {\displaystyle Q_{3}} je teplo odevzdané. Podrobnějším výpočtem práce nebo použitím veličiny entropie lze získat jednoduchý vztah
{\displaystyle {\frac {Q_{1}}{Q_{2}}}={\frac {T_{1}}{T_{2}}},}
z něhož pro účinnost plyne
{\displaystyle \eta ={T_{1}-T_{2} \over T_{1}}=1-{\frac {T_{2}}{T_{1}}},}
kde {\displaystyle T_{1}} je termodynamická teplota ohřívače a {\displaystyle T_{2}} chladiče. Účinnost vratného Carnotova cyklu tak závisí pouze na poměru termodynamických teplot, mezi nimiž tepelný stroj pracuje. Účinnost není závislá na druhu použitého plynu, konstrukci stroje atd.

### V praxi
Carnotův tepelný stroj je teoretický stroj založený na Carnotově cyklu. Jde o idealizaci, kde jednotlivé děje probíhají vratně (tj. celková entropie daná součtem entropií pracujícího systému a okolí zůstává konstantní). Výměna tepla s okolím v izotermických částech cyklu proto musí probíhat v tepelné rovnováze systému s okolím (v opačném případě dochází k tepelnému toku nadarmo, což je nevratný proces). Děj tedy musí probíhat nekonečně pomalu a stroj má nulový výkon. Podle Carnotova teorému tento stroj představuje teoretický limit účinnosti reálných tepelných strojů, kterému se lze přiblížit, ale nelze ho dosáhnout (překážkou je například tření v točivých částech stroje a z něj vyplývající ztráty nebo tepelné ztráty stroje do okolí).
Realističtějším popisem přenosu tepla se zabývá endoreverzibilní termodynamika, která je založena na předpokladu, že k veškeré produkci entropie dochází na hranici systému. Dle Newtonova ochlazovacího zákona je tepelný tok úměrný rozdílu teplot mezi systémem a rozhraním {\displaystyle {\dot {Q}}\propto \Delta T}. Uvažme stroj, ve kterém přenos tepla zabere konečný čas a zbylé operace probíhají okamžitě. Pro účinnost takového stroje při maximálním výkonu platí Chambadalův-Novikův vztah:
{\displaystyle \eta =1-{\sqrt {\frac {T_{L}}{T_{H}}}}=1-{\sqrt {1-\eta _{\text{Carnot}}{\vphantom {1^{2}}}}},}
kde {\displaystyle T_{L}} je teplota chladiče a {\displaystyle T_{H}} je teplota ohřívače.
Carnotův cyklus a Carnotův tepelný stroj inspiroval vznik dieselového motoru, který roku 1892 postavil německý vynálezce Rudolf Diesel (teoreticky mohl dosáhnout až 73% účinnosti, reálně dosáhl 40 %, přičemž tehdejší parní stroje dosahovaly účinnosti pouze 7 %).
Tepelné elektrárny, jako nejdokonalejší tepelné stroje v praxi pracují podle Rankino–Clausiova cyklu. Účinnost zvyšují pomocí zužitkování odpadního tepla (výroba elektřiny, tepla nebo chladu), čímž se přibližují až k teoretickému maximu danému Carnotovým cyklem. Jednou z nejlepších realizací tepelné elektrárny je paroplynová elektrárna ve francouzském Bouchain, která má reálnou účinnost 62,22 % (při teplotě okolí 15 °C a teplotě páry 578,8 °C). Její teoretická účinnost (a tedy maximální dosažitelná) je přitom podle Carnotova cyklu 66,18 %.
Se stejným cyklem pracují také jaderné elektrárny. Například jaderná elektrárna Temelín má tepelnou účinnost 32 % při vstupní teplotě primárního okruhu do parogenerátoru 320 °C a maximální teplotě chladící vody 34 °C, čemuž odpovídá maximální teoretická účinnost 48 %.

## Carnotova věta
Lze dokázat, že účinnost libovolného nevratného cyklu je vždy menší než účinnost vratného cyklu. To je možné provést pomocí systému dvou tepelných strojů, vratného a nevratného. Kdyby totiž účinnost nevratného tepelného stroje byla větší než účinnost vratného tepelného stroje, bylo by možné sestrojit perpetuum mobile druhého druhu (použitím části práce ke zpětnému odčerpání tepla z chladiče vratným cyklem), což druhý termodynamický zákon zakazuje. Pokud by byla účinnost obou strojů (vratného a nevratného) stejná, byl by celý výsledný cyklus vratný, což je v rozporu s předpokladem nevratnosti jednoho ze strojů. Jedinou možností tedy je, že účinnost nevratného tepelného stroje je nižší než účinnost vratného tepelného stroje, tzn.
{\displaystyle \eta _{nevrat}<\eta _{vrat}}
Podle předchozích vztahů tedy platí
{\displaystyle \eta _{nevrat}={\frac {W_{nevrat}}{Q_{nevrat}}}<{\frac {T-T_{0}}{T}},}
který říká, že práce, kterou vykoná nevratný stroj při přechodu tepla z teplejšího tělesa na těleso chladnější, nepostačuje k převedení tepla v opačném směru.
Důsledkem druhé hlavní věty termodynamiky je tzv. Carnotova věta:
Účinnost všech vratných cyklů, které pracují mezi stejnými teplotami, je stejná a závisí pouze na teplotách obou zásobníků tepla; účinnost libovolného nevratného cyklu nemůže být větší než účinnost vratného Carnotova cyklu pracujícího mezi týmiž teplotami jako nevratný cyklus.